# Camera dei rappresentanti (Colombia)
La Camera dei rappresentanti è una delle due camere del Congresso della Repubblica di Colombia e fa parte del ramo legislativo. La Camera è un corpo collegiale di rappresentanza diretta, scelto tramite votazione popolare ogni quattro anni.
La composizione e i poteri della Camera dei rappresentanti sono spiegati nel Titolo VI della Costituzione Politica della Colombia e nella Legge 5/1992. Attualmente la Camera dei rappresentanti è composta da 188 membri: 161 rappresentanti scelti nelle circoscrizioni territoriali, per ogni dipartimento e nel Distretto della Capitale; cinque tramite circoscrizioni speciali, due a tutela delle comunità afrodiscendenti, uno a tutela degli indigeni, uno a tutela dei colombiani residenti all'estero, 16 a tutela delle zone con programmi economici governativi post-conflittuali e un rappresentante aggiuntivo che corrisponde al candidato alla vicepresidenza seguendo la formula di colui che è arrivato al secondo posto nelle elezioni presidenziali. Inoltre, in concordanza con quanto deciso nell'accordo di pace con le FARC-EP, al gruppo sono conferiti 5 seggi.
Proprio come il Senato, la Camera dei rappresentanti ha una funzione costituente, una funzione legislativa, una funzione elettorale, una funzione giudiziaria, di protocollo e di controllo politico del potere legislativo.

## Funzioni e attribuzioni
- Funzione costituente: Il Congresso (Camera e Senato) è autorizzato a riformare la Costituzione tramite pdl che devono passare in due turni, ovvero con quattro dibattiti: due in commissione e due in plenarie della Camera.[12]
- Funzione legislativa: La Camera dei rappresentanti, ha la facoltà di elaborare le leggi. Per la creazione di esse sono necessari quattro dibattiti.[12]
- Funzione elettorale: La Camera dei rappresentanti è l'addetta a scegliere il difensore del popolo. Lo stesso vale per il Congresso della Repubblica, Camera e Senato, scelgono il controllore Generale della Repubblica, i magistrati delle Alte Corti e quelli della Sala Disciplinare del Consiglio Superiore della Magistratura.[12]
- Funzione giudiziaria: La Camera dei rappresentanti è autorizzata a investigare e accusare il presidente della Repubblica. Allo stesso modo, il Congresso in generale ha la facoltà di giudicare eccezionalmente gli alti funzionari dello Stato.[12]
- Funzione di Controllo Politico: È la funzione costituzionale di vigilanza che ha il Congresso della Repubblica in merito a azioni o omissioni che riguardano i funzionari di Stato, specialmente quelli che appartengono al Potere Esecutivo. Può anche richiedere informazioni sulle funzioni e sugli sviluppi dello stesso ramo.[13] La citazione è un meccanismo di controllo politico col quale i membri del Congresso possono indagare sulle azioni e/o omissioni dei funzionari di Stato, nonché al fine di ottenere informazioni rilevanti a riguardo della loro gestione. Esistono anche gli inviti che si fanno ai funzionari affinché questi spieghino e amplino alcune azioni riguardanti le sue funzioni.[13]
- Funzioni di Protocollo: Le funzioni di protocollo del Congresso sono: la presa del giuramento del presidente della Repubblica, da parte del presidente del Senato, che presiede il Congresso il giorno del suo giuramento, la concessione di onori a personaggi della vita pubblica nazionale e la ricezione di Capi di Stato o di Governo di altre nazioni.
- Attribuzioni speciali: La Camera dei rappresentanti ha attribuzioni speciali. A questa spetta scegliere il difensore del popolo, esaminare i conti sul bilancio generale della Nazione che presenta il controllore generale della Repubblica, conoscere e investigare le denunce fatte dal pubblico ministero generale della Nazione o da qualsiasi cittadino contro il presidente della Repubblica, i magistrati delle Alte Corti e il pubblico ministero generale della Nazione. Allo stesso modo la Camera è addetta a accusare, prima del Senato, gli stessi funzionari affinché questo gruppo trasmetta le prove che potrebbero esserci.